# Darl Douglas
Darl Douglas (Paramaribo, 5 ottobre 1979) è un ex calciatore olandese con cittadinanza surinamese, di ruolo attaccante.

## Carriera
Ha giocato nella prima divisione dei campionati olandese e portoghese.

## Palmarès

### Club

#### Competizioni nazionali
- Supercoppa dei Paesi Bassi: 1

Utrecht: 2004